# Glorfindel
J.R.R. Tolkien történeteiben Glorfindel egy tünde, a noldák közé való. Nevének eredete a legkorábban megemlítettek közé tartozik, hiszen az "Aranyhajú" (Glor+Findel) már a Gondolin bukása című mű 1916-os változatában megjelenik.
"Életútja" azért érdekes, mert ő azon kevesek egyike, akik visszatérhettek Mandos csarnokaiból, vagyis gyakorlatilag visszatérhetett a halálból. Alakja felbukkan A szilmarilokban (vagyis az első korban), és A Gyűrűk Urában is (harmadkor).
Érdekes kérdés továbbá a hajának színe is, hiszen köztudott, hogy a noldák hajának színe általában sötét (fekete). Azonban az Glorfindel nevéből is kitűnik, hogy haja színe szőke. Ez alapot adhat olyan feltételezéseknek, miszerint Glorfindel Finwë házának tagja. Mégpedig a Finwë és Indis házasságából eredő ágé, hiszen Indis szőke hajú volt (vanyaként), így utódaik is örökölték anyjuk gyönyörű hajszínét. Galadriel is ezen ágból származik.
Azonban mivel Finwë házának családfájában Glorfindel nem jelenik meg, így az előbbi feltevés valószínűtlen. Feltehetően egy másik nemes tünde család nolda-vanya házasságának sarja.
|  | Alább a cselekmény részletei következnek! |

## Az Első kor hőse
Glorfindel először a Gondolin bukása című könyvfejezetben bukkan fel. A város ostromakor véghezvitt hősies tetteivel méltán érdemelte ki a tündék elismerését.
Az Arany Virág Házának uraként egyike volt Turgon király hadnagyainak, így (másokkal együtt) reá hárult Gondolin védelmének megszervezése, és vezetése. Morgoth seregeinek érkezésére Glorfindel kivezényelte csapatait, hogy meggyengítse az Ellenséget a szárnyain. Azonban végül ők kerülnek csapdába, segítség (Turgon parancsa ellenére) nem érkezik, így Glorfindel kénytelen kivezetni embereit a csatából.
Menekülésük közben rajtuk üt egy ork csapat, amit egy hatalmas balrog vezet. Glorfindel (lévén ő környezetének leghatalmasabbja) egyedül száll szembe a balroggal, védve ezáltal azokat a gyerekeket és nőket, akik Gondolinból menekülnek. A párbajt majdnem megnyeri Glorfindel, ám az utolsó pillanatban a balrog magával rántja a noldát . Zuhanás közben Glorfindel halálos csapást mér a szörnyetegre.
Szorult helyzetükben a tündéket kisegítik a Sasok megtisztítva az átjárót az orkoktól. Glorfindelt maga a Sasok Ura, Thorondor menti meg a zuhanástól, ám a hatalmak közti csatát a nolda úr nem élte túl, lelke Nyugatra távozott, Mandos csarnokaiba.

## Feltámadás és visszatérés
Valinorban évszázadokat eltöltve végül is a Valák ajánlatára Glorfindel úgy dönt, hogy visszatér Középföldére.
Hajóra szállva a Kék mágusokkal együtt tér vissza Halandóföldekre azzal a céllal, hogy a halandókat segítse a Gonosz ellen vívott harcban bölcsességével, tudásával és hatalmával.
Tolkien nem érezte szükségét annak, hogy Gondolini Glorfindel nevét a Gyűrűk Urában másra változtassa, sőt, utolsó éveiben azon munkálkodott, hogy a két Glorfindelt egy "önéletrajzban" egyesítse. Mindez a posztumusz kiadott, Cristopher Tolkien által szerkesztett publikációkból világosan kiderül.

## A Harmadkor hőse

### A fornosti csata
Glorfindel legközelebb hk. 1975-ben tűnik fel a Fornostért vívott csatában. Ez a csata az Angmari Boszorkányúr (a Nazgûlok Ura) birodalma ellen vezetett háború döntő, utolsó csatája volt. Eärnur, Gondor koronahercege segítségül hívta a tündéket is ehhez a harchoz. Glorfindel vezette a lindoni, lothlórieni és völgyzugolyi tündék egyesített seregét.
Eärnurnak a tündék részvételével végül sikerült győzedelmeskednie a Borszorkányúr felett, aki – a vereséget látva – elmenekült a csatatérről. Eärnur tovább szerette volna üldözni a gyűrűlidércet (aki részben Glorfindel hatalma elől menekült el), ám a nolda ezt a tanácsot adta neki:

„Ne üldözd! Nem fog visszatérni ebbe az országba. Még messze van az ő pusztulásának napja, és nem úgy van elrendelve, hogy emberkéz végezzen vele.”

Megjegyzendő, hogy a mű fordítója, Göncz Árpád, itt hibázott. "Far off yet is his doom, and not by the hand of man will he fall.", áll az eredeti szövegben. Göncz Árpád a man-t – tévesen – embernek fordította, holott az jóslat igazi értelmezésében a man szót mint férfit kell értelmezni. Ezért lehetséges az, hogy Pelennor mezején a magyar változatban Borbak Trufiádok (hobbit nem ember) végez a lidérccel Éowyn helyett. Hasonló fordítási problémát okoznak a gyűrűlidérc pelennori párviadalban mondott szavai („Bolond! eleven férfi engem vissza nem tart!”), e szójátéknak is tekinthető passzusokat a Király visszatér c. film szinkronstábja az angol nyelv man szavának kétértelműséget sikeresen visszaadva fordította le (Nazgûl: „Bolond! Eleven emberfia engem meg nem ölhet”; Éowyn: „Nem vagyok fia senkinek!”).

### Frodó megmentője
Frodó egészsége a Gyűrűlidércek széltetői (Amon Sûl) támadása után a Morgul-tőr sebe miatt egyre romlott. Ezen Aragorn sem tudott segíteni (habár a Király keze gyógyító kéz, azonban ekkor Aragorn még nem Király, hiszen nem vállalja nyíltan szerepét), a seb beforrasztásához Elrond hatalmára volt szükség. Útjukon Völgyzugoly felé azonban továbbra is üldözték a csoportot a nazgûlok. Elrond a jövőbe látva a Gyűrűhordozó elébe küldte Glorfindelt. Azért a noldát, mert kíséretéből egyedül neki volt hatalma szembeszállni a Gyűrűlidércekkel. Hiszen korábban még a Boszorkányúrt is megfutamította. Mitheithel hídjánál egyedül száll szembe több nazgûllal is.
Frodó és Glorfindel végül Asfaloth hátán eljut Imladrisba, ahol Elrond meggyógyítja a Gyűrűhordozót.

### A Gyűrű Szövetsége
Elrond Tanácsában, a Tűz Csarnokában Glorfindel mint Elrond leghatalmasabb kísérője Gandalffal együtt Elrond jobbján foglalnak helyet (ezzel is jelezve kettőjük méltóságát). Mivel Glorfindel Völgyzugoly legjobb harcosa, a Tanács először őt jelöli ki a Gyűrűhordozó társául az Elsőszülötteket képviselendő. Így a könyv korai változataiban a Gyűrű Szövetsége a következő felállásban készül az indulásra: Frodó, Aragorn, Glorfindel, Balin fia Durin, Gandalf, Samu, Trufa, Pippin és Bögyös Fredegár.
Gandalf azonban belelátva a jövőbe azt tanácsolja Elrondnak, hogy ne a nagyságuk, hanem hűségük, barátságuk alapján válogassa meg a Szövetség tagjait. Hiszen még a leghatalmasabb tünde urak (például Glorfindel) segítségével sem tudna Frodó berontani Mordorba és megsemmisíteni a Gyűrűt. Így Glorfindel Imladrisban marad, helyette Zöldlomb Legolas, Thranduil király fia képviseli a tündéket a vállalkozásban. Durin helyett Glóin fia Gimli, Fredegár helyett pedig Boromir, Denethor gondori helytartó fia kap helyet a Gyűrű Szövetségében.

## Feldolgozásokban
Glorfindel szerepét Frodó megmentésében Peter Jackson filmjében Arwen (Liv Tyler) veszi át, azonban néhány helyen – hacsak pillanatokra is – feltűnik a Glorfindelt játszó színész, Jarl Benzon. Az Utolsó Csata jelenetben például Elrond jobbján száll hadba Szauron seregeivel szemben.
A Gyűrűk Ura kártyajátékban mindenesetre Glorfindel szerepét valóban Jarl Benzon alakítja.